# Lager Manjača
Koordinaten: 44° 39′ 21″ N, 17° 1′ 37″ O

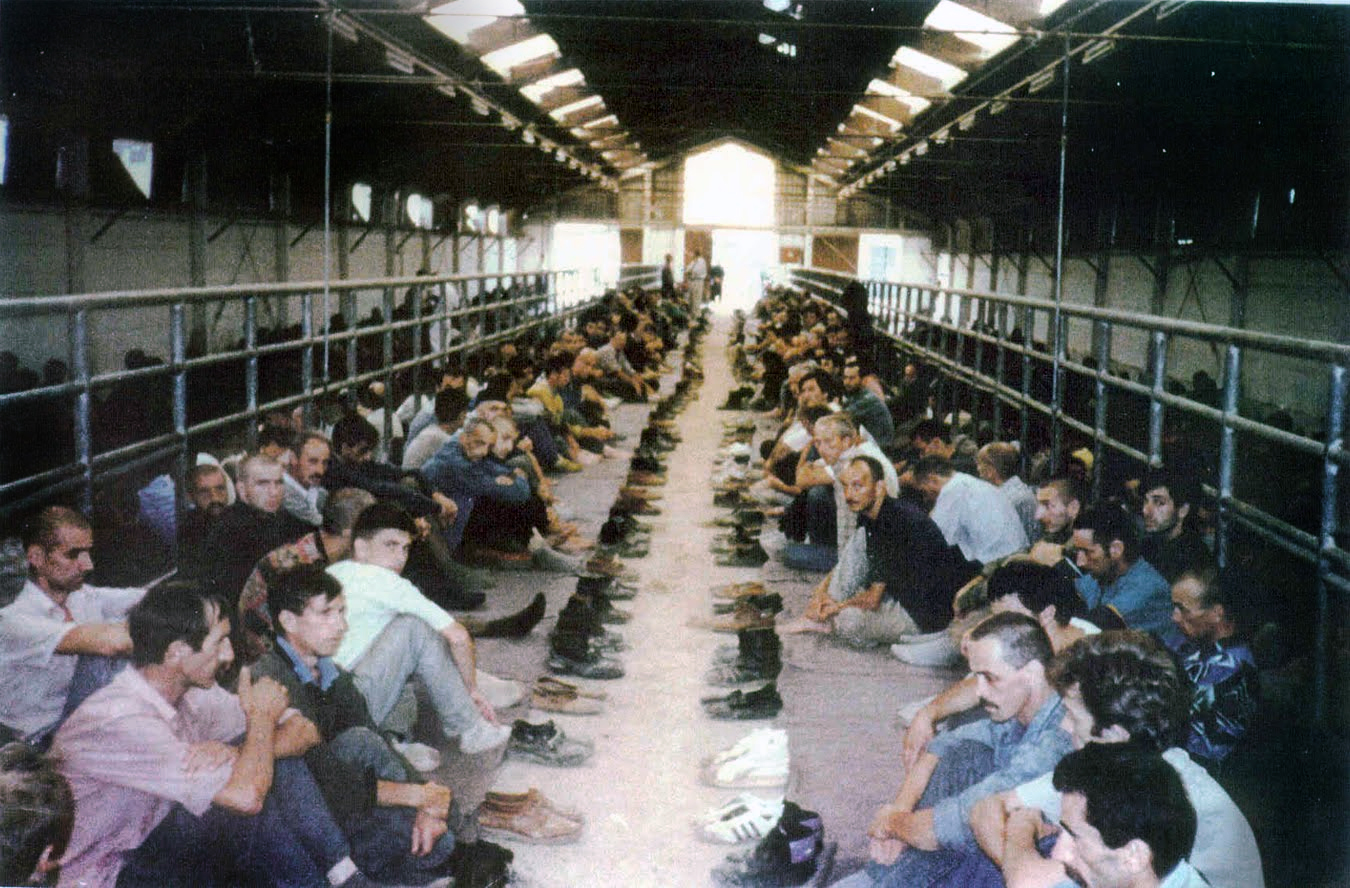
Internierte im Lager Manjača 1992.

Das Lager Manjača befand sich während des Bosnienkrieges 1992 und 1995 nahe der Stadt Banja Luka im Norden Bosnien-Herzegowinas. 

## Lage
Es befand sich etwa 15 Kilometer (Luftlinie) südwestlich von Banja Luka, am Rande des Naturparkes Manjača, in einer dünn besiedelten Region. In unmittelbarer Nähe zum Lager, das auf dem Gelände einer Farm untergebracht worden war, befindet sich ein militärischer Schießplatz.

## Bestimmung
Das Lager wurde von der Führung der Republika Srpska geschaffen, um gefangengenommene Bosniaken und Kroaten gewaltsam festzuhalten. Gemäß den Angaben des Internationalen Komitees vom Roten Kreuz wurden im Lager Manjača 3737 Personen festgehalten. Die genaue Zahl der Gefangenen ist schwierig zu ermitteln.
Das Lager sei gemäß der Anklage des Internationalen Strafgerichtshofes für das ehemalige Jugoslawien (ICTY) ein Ort des Grauens gewesen, an dem die Gefangenen systematisch misshandelt und ermordet wurden.
Das Lager wurde unter Druck der internationalen Staatengemeinschaft zunächst Ende 1992 geschlossen, jedoch im Oktober 1995 wieder errichtet. Es wird geschätzt, dass zwischen 4.500 und 6.000 Bosniaken und Kroaten aus Sanski Most, Ključ und Banja Luka gefangengehalten wurden. Als das Lager im Herbst 1995 im Rahmen der Militäroperation Maestral von den bosnischen Regierungstruppen befreit wurde, wurden im Lager selbst 85 Leichen entdeckt. Mehrere Tausend Menschen aus der Umgebung von Sanski Most, die nach Manjača gebracht wurden, gelten jedoch seither als vermisst.

## Hintergrund
Das Lager Manjača wurde bereits im Jahr 1991 während des Kroatienkrieges errichtet. Zu jener Zeit wurden zahlreiche von serbischen Paramilitärs und der Jugoslawischen Volksarmee gefangengenommene Kroaten in das Lager gebracht.
Bei Beginn des Bosnienkrieges im Frühjahr 1992 wurden vor allem bosniakische Zivilisten in das Lager verschleppt.
Gemäß dem Bericht der Vereinten Nationen für Menschenrechte bestand die Verwaltung aus Angehörigen der politischen Führung der Republika Srpska und deren militärischer Strukturen. Die Führung der Serben in Bosnien bezeichnete die Gefangenen als Kriegsgefangene, jedoch kamen andere Beobachter zum Ergebnis, dass die meisten Gefangenen Zivilisten waren. Der einzige Grund, weshalb sie in das Lager gebracht wurden, war, dass sie Bosniaken oder Kroaten waren. Deren ethnische Zugehörigkeit machte sie aus Sicht der bosnisch-serbischen Führung zu potenziellen Kriegsgegnern.

## Aktuelle Entwicklungen
Einige der Verantwortlichen der Republika Srpska wurden vom ICTY angeklagt. Darunter befinden sich Milomir Stakić und Stojan Župljanin.